# Щирский, Иван
Иван Щирский (Iean Szczyrsky; в монашестве Иннокентий; ок. 1650 — после 1714), черниговский художник и гравёр на меди; впоследствии монах (1697) Киево-Печерской лавры и строитель Любечского монастыря.
Во время соцарствования на Руси Иоанна и Петра Алексеевичей он был вызван из Чернигова в Москву вместе со своим товарищем и коллегой Леонтием Тарасевичем, гравировавшим портрет царевны Софии Алексеевны.
Резцу И. Щирского принадлежат следующие гравюры:
1) аллегорическая гравюра с изображением царей Иоанна, Петра и царевны-правительницы Софьи Алексеевны, приложенная к книге Лазаря Барановича: «Благодать и Истина Иисус Христос бысть, егда от Него… Иоанн Алексеевич… и Петр Алексеевич… поставлены суть царе. Чернигов, 1683 год» (хранится в галерее Петра Великого);
2) тезис Обедовского, большая картина, гравированная на двух досках резцом (один экземпляр ее хранится в Санкт-Петербургской Публичной Библиотеке, а другой в монастыре Святого Саввы, близ Иерусалима);
3) архангел Михаил, с мечом в правой руке (поясной);
4) поклонение царей; Иоасаф царевич подносит Христу скипетр и корону. Гравюра эта была вклеена в «Букварь» Истомина, принадлежавший Г. Большакову (около 1850 года);
5) картина, гравированная резцом: вверху Святая Троица, ниже — апостол Петр, слева и справа от него надписи; внизу — Паллада (хранится в библиотеке Киево-Софийского собора);
6) Петр I, гравюра, посвященная ректору Киевской духовной академии Прокопию Котожикскому (1700 год, находится в библиотеке Киево-Софийского собора),
7) Самойлович И. С., малороссийский гетман, изображен в рост с заступом в руках, на одной доске вместе с кн. В. В. Голицыным (1690 год).
До нашего времени дошли 28 гравюр на меди исполненные Щирским, в основном на религиозные темы и аллегорические композиции, в которые художник вводил жанровые и батальные сцены, пейзажи.
Как мастера, художника характеризует желание к передать пространство и объёмность формы, что порывает его с традиционными условностями средневекового искусства.
Точная дата смерти Ивана Щирского не установлена, известно лишь, что он умер не ранее 1714 года.